# Okres Lehnice
Okres Lehnice (Legnica; polsky Powiat legnicki) je okres v polském Dolnoslezském vojvodství. Rozlohu má 744,01 km² a v roce 2023 zde žilo 55 032 obyvatel. Sídlem správy okresu je město Lehnice, které však není jeho součástí, ale tvoří samostatný městský okres.

## Gminy
Městská:
- Chojnów

Městsko-vesnická:
- Prochowice

Vesnické:
- Chojnów
- Krotoszyce
- Kunice
- Legnickie Pole
- Miłkowice
- Ruja

## Města
- Chojnów
- Prochowice

## Sousední okresy
| Růžice kompasu | Polkowice   | Lubin         | Wołów        | Růžice kompasu |
| Růžice kompasu | Bolesławiec | Sever         | Środa Śląska | Růžice kompasu |
| Růžice kompasu | Bolesławiec | Okres Lehnice | Środa Śląska | Růžice kompasu |
| Růžice kompasu | Bolesławiec | Jih           | Środa Śląska | Růžice kompasu |
| Růžice kompasu | Złotoryja   | Jawor         |              | Růžice kompasu |